# Adschami-Schrift
Als Adschami-Schrift oder Ajami-Schrift (von arabisch عجمي, DMG ʿağamī ‚fremd, nichtarabisch‘, vgl. auch ʿAdscham) werden Anwendungen der arabischen Schrift für andere Sprachen als das Arabische bezeichnet.
Dieser Begriff bezieht sich vorwiegend auf afrikanische Sprachen wie Hausa, Fulfulde, Wolof, Malinke, Mandinka, Bambara, Songhai, Kanuri, Swahili und Somali, die zum Teil seit Jahrhunderten mit dem arabischen Alphabet geschrieben werden, sowie auf die Literatur, die in dieser Schrift verfasst wurde. Heute werden viele dieser afrikanischen Sprachen vorwiegend in Lateinschrift geschrieben.
Die Anwendung der arabischen Schrift für Somali wird auch Wadaad-Schrift genannt.
Die Anwendung der arabischen Schrift für iberoromanische Sprachen (Spanisch, Portugiesisch, Aragonesisch, Katalanisch) wird (spanisch) Aljamía genannt (ebenfalls von arabisch عجمي, DMG ʿağamī hergeleitet), und die in dieser Schrift verfassten Manuskripte werden als aljamiado bezeichnet. 